# Ernest Bartulović
Ernest Bartulović, sindikalni delavec in urednik hrvaškega rodu, ki je deloval v Sloveniji in ZDA, * (?) 1894, Promina (Hrvaška), † (?), ZDA.
Septembra 1920 je bil v Ljubljani izvoljen v vodstvo pokrajinske organizacije Komunistične partije Jugoslavije (KPJ) za Slovenijo. Kmalu po izvolitvi je prevzel mesto tajnika v pokrajinskem svetu Centralnega delavskega sindikalnega sveta Jugoslavije, potem postal sekretar pokrajinskega sveta KPJ in bil maja 1921 izvoljen v ljubljanski občinski svet. Decembra 1921 je odšel v Trst na zvezo med Komunistično partijo Jugoslavije in Komunistično partijo Italije, se 1922 udeležil 1. državne konference KPJ na Dunaju in nato emigriral v ZDA. Od decembra 1925 do 1928 je pod psevdonimom Charles Novak urejal lista Delavska Slovenija in Delavec.